# Robert Wiene
Robert Wiene (* 27. April 1873 in Breslau; † 15. Juli 1938 in Paris) war ein ungarisch-tschechoslowakischer Filmregisseur und Drehbuchautor. Berühmt wurde insbesondere sein expressionistischer Stummfilm Das Cabinet des Dr. Caligari, der als Meilenstein der Filmgeschichte gilt.

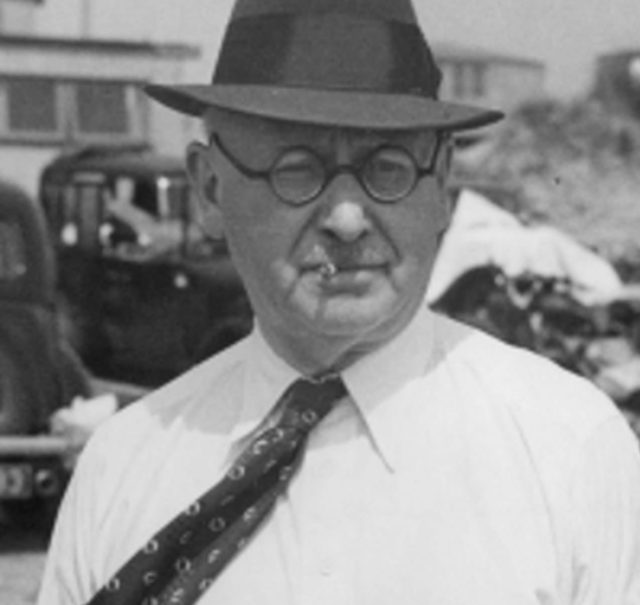
Robert Wiene ca. 1930.

## Leben und Wirken
Wiene war der Sohn von Pauline Loevy und des nachmaligen Königlich Sächsischen Hofschauspielers Karl Wiene (1848–1913). Sein jüngerer Bruder Conrad Wiene wurde ebenfalls Theaterschauspieler und Filmregisseur. Nach einem ab 1894 überwiegend in Wien absolvierten Jurastudium übernahm Robert Wiene 1908 und 1909 nacheinander die Leitung zweier kleiner Bühnen, um sich dann, zunächst als Drehbuchautor, dem neuen Medium Film zuzuwenden. Er war von Anfang an Vorstandsmitglied des 1922 gegründeten Filmbundes, einer Interessenvertretung der österreichischen Filmschaffenden.
Bekannt ist Robert Wiene vor allem als Regisseur des expressionistischen Klassikers Das Cabinet des Dr. Caligari (1919), wobei sein spezifischer Anteil an dem Film bis heute umstritten ist. Er drehte danach mit expressionistischem Dekor Genuine (1920) und vor allem die bemerkenswerte Dostojewski-Adaption Raskolnikow (1923). Nach Orlac’s Hände (1924) mit Conrad Veidt, dem letzten Film des Caligarismus, schuf er nur noch eher zweitklassige Filme. Neben zahlreichen leichten Unterhaltungsfilmen steht sein Name auch für eine Verfilmung der Richard-Strauss-Oper Der Rosenkavalier (1926) in Zusammenarbeit mit dem Komponisten und dem Librettisten Hugo von Hofmannsthal.
Nach der Machtübernahme der Nationalsozialisten musste Robert Wiene im Jahre 1934 emigrieren und landete nach Zwischenstationen in Budapest und London in Paris. Der Versuch, den Caligari-Stoff zusammen mit Jean Cocteau als Tonfilm neu zu produzieren, scheiterte. Robert Wiene starb gegen Ende der Dreharbeiten zu dem Zeitdrama Ultimatum am 15. Juli 1938 in Paris.

## Filmografie
Nur ca. 20 Filme von über 90, an denen Robert Wiene mitgearbeitet hat, existieren heute noch:
- 1912: Die Waffen der Jugend (vermutlich Regie)
- 1914: Er rechts – sie links (Regie)
- 1915: Zofia (Drehbuch)
- 1915: Arme Marie (Drehbuch)
- 1915: Fluch der Schönheit (Drehbuch)
- 1915: Die büßende Magdalena (Drehbuch)
- 1915: Der springende Hirsch oder Die Diebe von Günsterburg (Regie)
- 1915: Lottekens Feldzug (Drehbuch)
- 1915: Fräulein Barbier (Drehbuch)
- 1915: Die Konservenbraut (Regie)
- 1916: Höhen und Tiefen (Regie)
- 1916: Frau Eva (Drehbuch und Regie)
- 1916: Der Liebesbrief der Königin (Drehbuch und Regie)
- 1916: Der Sekretär der Königin (Drehbuch und Regie)
- 1916: Der Schirm mit dem Schwan (Drehbuch)
- 1916: Das wandernde Licht (Regie)
- 1916: Die Räuberbraut (Regie)
- 1916: Der Mann im Spiegel (Drehbuch und Regie)
- 1916: Lehmanns Brautfahrt (Drehbuch und Regie)
- 1916: Gelöste Ketten (Drehbuch)
- 1917: Feenhände (Drehbuch)
- 1917: Das Leben ein Traum (Drehbuch und Regie)
- 1917: Die Ehe der Luise Rohrbach (Drehbuch)
- 1917: Der standhafte Benjamin (Drehbuch und Regie)
- 1917: Frank Hansens Glück (Drehbuch)
- 1917: Die Prinzessin von Neutralien (Drehbuch)
- 1917: Veilchen Nr. 4 (vermutlich Regie)
- 1917: Gefangene Seele (Drehbuch)
- 1917: Furcht (Drehbuch und Regie)
- 1918: Gräfin Küchenfee (Drehbuch)
- 1918: Edelsteine (Drehbuch)
- 1918: Auf Probe gestellt (Drehbuch)
- 1918: Das Geschlecht derer von Ringwall (Drehbuch)
- 1918: Agnes Arnau und ihre drei Freier (Drehbuch)
- 1918: Die Heimkehr des Odysseus (Drehbuch)
- 1918: Am Tor des Lebens (Drehbuch)
- 1918: Die Dame, der Teufel und die Probiermamsell (Drehbuch)
- 1918: Opfer der Gesellschaft (Drehbuch)
- 1919: Die lebende Tote (Drehbuch)
- 1920: Satanas (Drehbuch und Filmbauten)
- 1920: Das Cabinet des Dr. Caligari (Regie)
- 1920: Die drei Tänze der Mary Wilford (Drehbuch und Regie)
- 1920: Genuine (Regie)
- 1920: Das Blut der Ahnen (Drehbuch)
- 1920: Die Nacht der Königin Isabeau (Drehbuch und Regie)
- 1920: Brillanten (Drehbuch)
- 1920: Der Schrecken im Hause Ardon (Regie)
- 1920/21: Die Jagd nach dem Tode (4 Teile) (Drehbuch)
- 1921: Die Rache einer Frau (Regie)
- 1921: Das Spiel mit dem Feuer  (Regie)
- 1921: Das Abenteuer des Dr. Kircheisen (Drehbuch)
- 1922: Die höllische Macht (Regie)
- 1923: Raskolnikow (Regie)
- 1923: Der Puppenmacher von Kiang-Ning (Regie)
- 1923: I.N.R.I. (Regie)
- 1923: Die Macht der Finsternis (Drehbuch)
- 1924: Pension Groonen (Regie)
- 1924: Orlac’s Hände (Regie)
- 1926: Der Leibgardist (Der Gardeoffizier / Drehbuch)
- 1926: Der Rosenkavalier (Drehbuch und Regie)
- 1926: Die Königin vom Moulin Rouge (Regie)
- 1927: Die Geliebte (Regie)
- 1927: Die berühmte Frau (Regie)
- 1928: Die Frau auf der Folter  (Regie)
- 1928: Leontines Ehemänner (Regie)
- 1928: Die große Abenteuerin (Regie)
- 1928: Heut’ spielt der Strauss (Drehbuch)
- 1928: Unfug der Liebe (Regie)
- 1930: Der Andere (Regie)
- 1930: Le procureur Hallers (Regie)
- 1931: Nuits de Venise (Regie)
- 1931: Der Liebesexpress (Regie)
- 1931: Panik in Chicago (Regie)
- 1932: Friederike (Co-Produktionsleitung)
- 1933: Polizeiakte 909 (Taifun) (Drehbuch und Regie)
- 1934: Eine Nacht in Venedig (Drehbuch und Regie)
- 1936: Räubersymphonie (The Robber Symphony) (Produktionsleitung und künstlerische Oberleitung)
- 1938: Ultimatum (Regie, vollendet von Robert Siodmak)